# حربیل (الجزایر)
حربیل (به عربی: حربیل) یک شهرداری در الجزایر است که در استان سطیف واقع شده‌است.